# Stade Demba-Diop
Pour les articles homonymes, voir Demba Diop et Demba Diop Sy.
Le stade Demba-Diop est un stade de sport polyvalent sénégalais, situé sur le boulevard du Président Habib Bourguiba à Sicap-Liberté, une commune d'arrondissement du centre de Dakar.

## Histoire
Construit en 1963, le stade se dénommait d'abord « Stade de l'Amitié », puis prit le nom de Demba Diop, en hommage à l'ancien maire de M'bour et ministre de la Jeunesse et des sports sous la présidence de Léopold Sédar Senghor, tragiquement disparu en 1967. 
Le nom de « stade de l'Amitié » fut alors repris pour désigner le nouveau stade construit à Dakar en 1985 et qui sera à son tour rebaptisé « stade Léopold Sédar Senghor » en 2001 – un glissement d'appellation parfois source de confusion.
En 2017, le stade accueille la finale de la coupe de la ligue. Dans une tension commune, des violences entre supporters sont survenues, faisant huit morts et des centaines de blessés. Le stade fut fermé jusqu’à nouvel ordre[réf. non conforme].
Le stade connaît des rénovations à partir du 13 mars 2023, qui devraient durer 15 mois[réf. non conforme].

## Caractéristiques

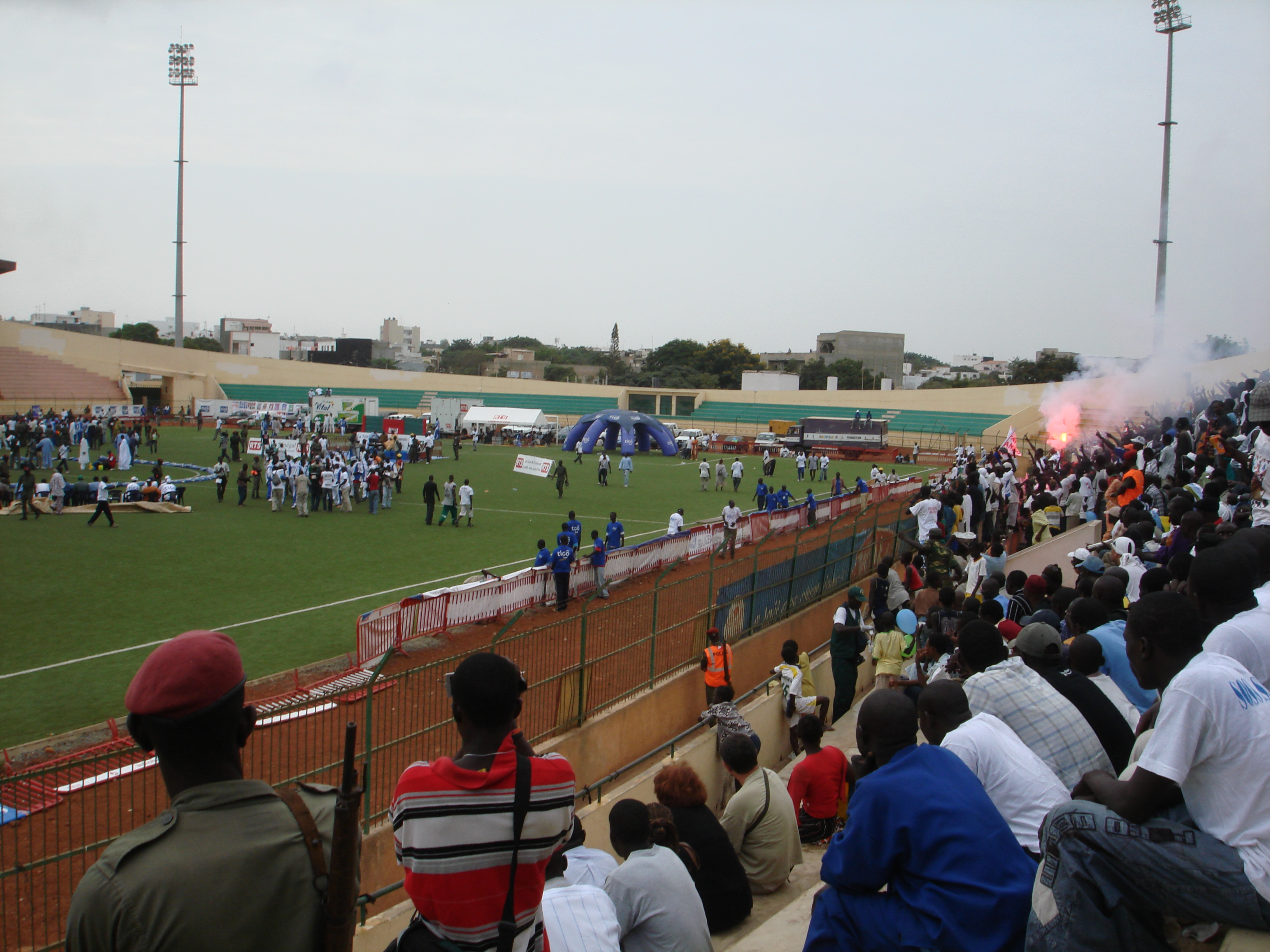
Vue sur le stade lors d'un combat de lutte sénégalaise.

Le stade est doté d'un terrain de football en gazon synthétique, d'une capacité de 15 000 places assises, d'un stadium couvert de 5 000 places et de diverses infrastructures sportives et administratives.

## Événements
Les premiers championnats d'Afrique d'athlétisme y ont lieu du 2 au 5 août 1979. 
Les grands combats de lutte sénégalaise (avec frappe) s'y déroulent le plus souvent.

## Finale de la coupe de la Ligue 2017
Le 15 juillet 2017, le stade accueille la finale de la coupe de la Ligue de football, opposant l'Union sportive de Ouakam au Stade de Mbour. Un mouvement de foule durant les prolongations provoque l'effondrement d'un mur, faisant 8 morts et une centaine de blessés.